# بخش مرکزی شهرستان خاتم
بخش مرکزی، یکی از بخش‌های شهرستان خاتم در استان یزد ایران است. مرکز این بخش، شهر هرات است.

## تقسیمات کشوری
- بخش مرکزی شهرستان خاتم
  - دهستان فتح‌آباد

شهر: هرات

## جمعیت
بر پایه سرشماری عمومی نفوس و مسکن در سال ۱۳۹۵، جمعیت بخش مرکزی شهرستان خاتم برابر با ۱۵٬۳۵۱ نفر بوده‌است.